# Respiration nasale
La respiration nasale se réfère au fait d’inspirer et d’expirer par le nez.
On la considère comme normale par rapport à la respiration orale pour plusieurs raisons. La respiration par le nez a de nombreux effets bénéfiques pour la santé grâce aux trajets de l’air passant par les sinus paranasaux et le canal nasal l’air est bien mieux chauffé et filtré que quand il passe par la bouche. De plus, le diamètre plus petit des sinus crée une pression dans les poumons pendant l'expiration, permettant aux poumons d'avoir plus de temps pour extraire l'oxygène. Quand il y a un échange approprié lors de la ventilation pulmonaire entre le dioxygène et le dioxyde de carbone, le sang maintient un pH équilibré. Si le dioxyde de carbone est perdu trop rapidement, comme lors de la respiration orale, l'absorption de l'oxygène est diminuée.